# Stephen Shore

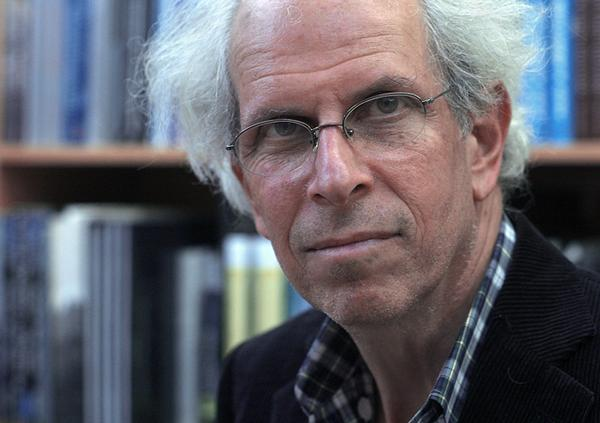
Stephen Shore

Stephen Shore (* 8. Oktober 1947 in New York City, USA) ist ein amerikanischer Fotograf. Er wurde für seine Fotografie des Banalen bekannt und zählt zu den bedeutendsten Fotografen der Gegenwart. Er spielte eine zentrale Rolle bei der Entwicklung der amerikanischen (Farb-)Fotografie der 1960er und 1970er Jahre und gilt überdies als Zeitchronist dieser Ära.

## Leben
Shore ist der einzige Sohn einer jüdischen Familie aus New York City. Shore setzte sich schon in seiner Kindheit mit der Fotografie auseinander. Mit sechs Jahren bekommt er von einem Onkel eine Kodak Junior Dunkelkammer geschenkt, mit neun Jahren die erste eigene 35-mm-Kamera; mit 10 besitzt er ein Exemplar des Fotobuchs American Photographs von Walker Evans, dessen streng-elegante Geometrik ihn beeindruckt. Als 14-Jähriger präsentierte er dem damaligen Kurator des New Yorker Museum of Modern Art Edward Steichen eigene Fotografien. Dieser erwarb, offenbar beeindruckt von der Qualität der Arbeiten, drei Werke. Mit 17 lernte Shore Andy Warhol kennen, zog mit 18 in die Factory ein und dokumentierte die folgenden Jahre mit Edie Sedgewick und Velvet Underground in Schwarz-Weiß-Fotos. Kurz vor seinem 24. Geburtstag hatte Shore dann als erster lebender Fotograf eine Einzelausstellung im New Yorker Metropolitan Museum of Art.

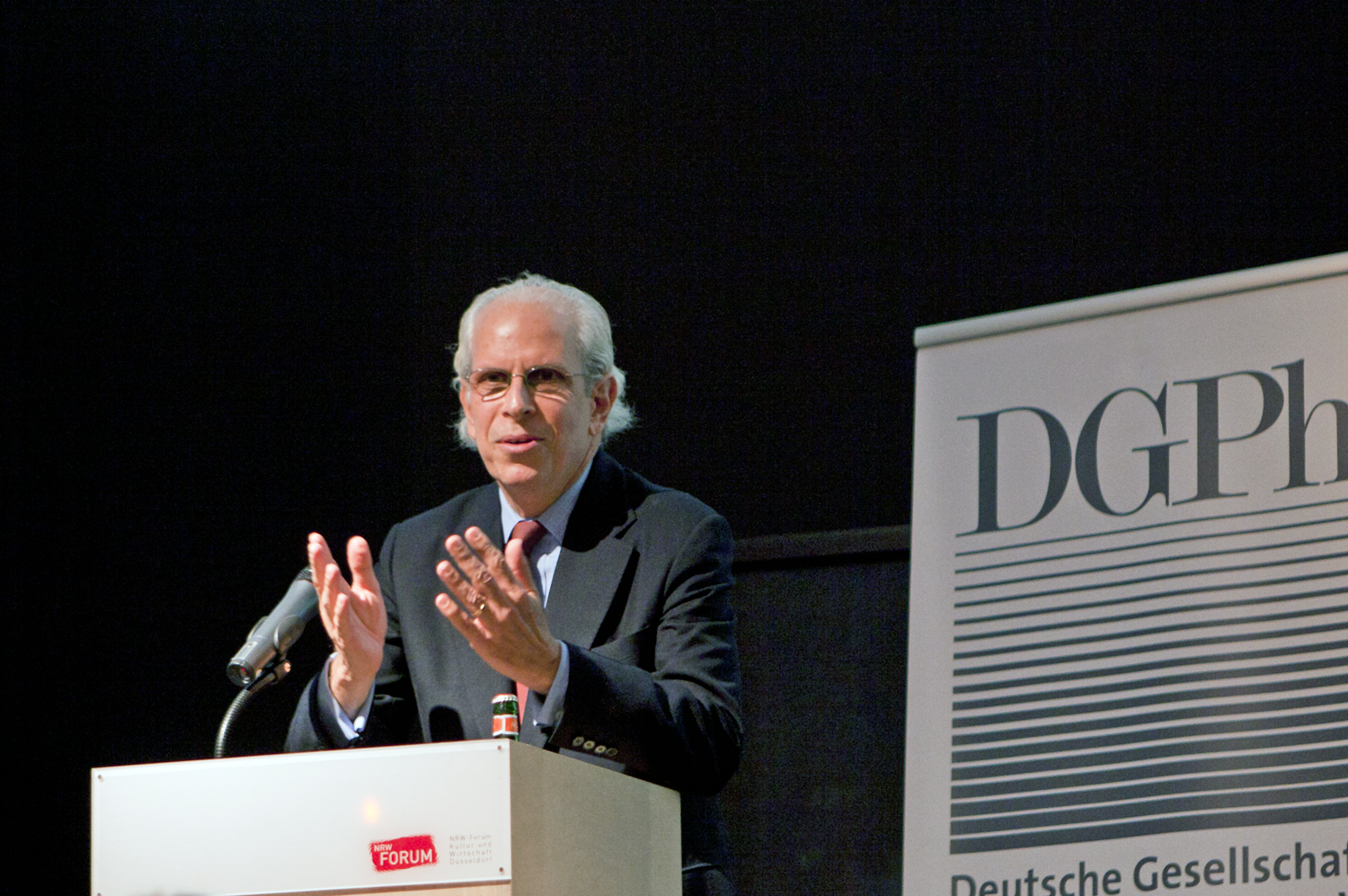
Stephen Shore im NRW-Forum Düsseldorf während seiner Dankesrede zur Verleihung des Kulturpreises der Deutschen Gesellschaft für Photographie (DGPh), 11. September 2010.

Ein wichtiger Ort der Anregung war für Shore Andy Warhols „Factory“, Treffpunkt für viele Avantgardekünstler der 1960er und 1970er Jahre. Shore dokumentierte das Leben in der „Factory“ und viele der dort verkehrenden Künstler und Musiker, wie z. B. Lou Reed („Velvet Underground“). Hieraus entstand dann eine Foto-Ausstellung mit dem Titel „The Velvet Years“.
In den 1970er Jahren unternahm Shore viele Reisen quer durch die Vereinigten Staaten und dokumentierte typisch amerikanische Ansichten von Siedlungen, Straßenkreuzungen, Gewerbegebieten und Tankstellen. Hier ist weltberühmt die Aufnahme Stand vom 21. Juni 1975, die eine Chevron-Tankstelle zeigt. Mit diesen Aufnahmen wurde er insbesondere neben William Eggleston und Ernst Haas zu einem der amerikanischen Pioniere der Farbfotografie. Das zu einer Zeit, als in Europa, einschließlich Deutschland, Farbfotografie in der künstlerischen Fotografie noch verpönt war.
Shore wurde schnell über die USA hinaus bekannt, durch seine Bekanntschaft mit Bernd Becher auch in Deutschland. Er nahm an der documenta 6 im Jahre 1977 teil. Shore wurde schon mehrfach in Deutschland ausgestellt, u. a. 1977 in der Kunsthalle Düsseldorf, 1995 im Sprengel Museum Hannover, 1999 in der SK Stiftung Kultur Köln und 2003 innerhalb der Ausstellung „Cruel and tender“ im Museum Ludwig Köln.
Im Jahr 2010 erhielt Stephen Shore den Kulturpreis der Deutschen Gesellschaft für Photographie (DGPh) in Düsseldorf. Zeitgleich wurde dort auch die Ausstellung „Der Rote Bulli – Stephen Shore und die Neue Düsseldorfer Fotografie“ im NRW-Forum eröffnet.

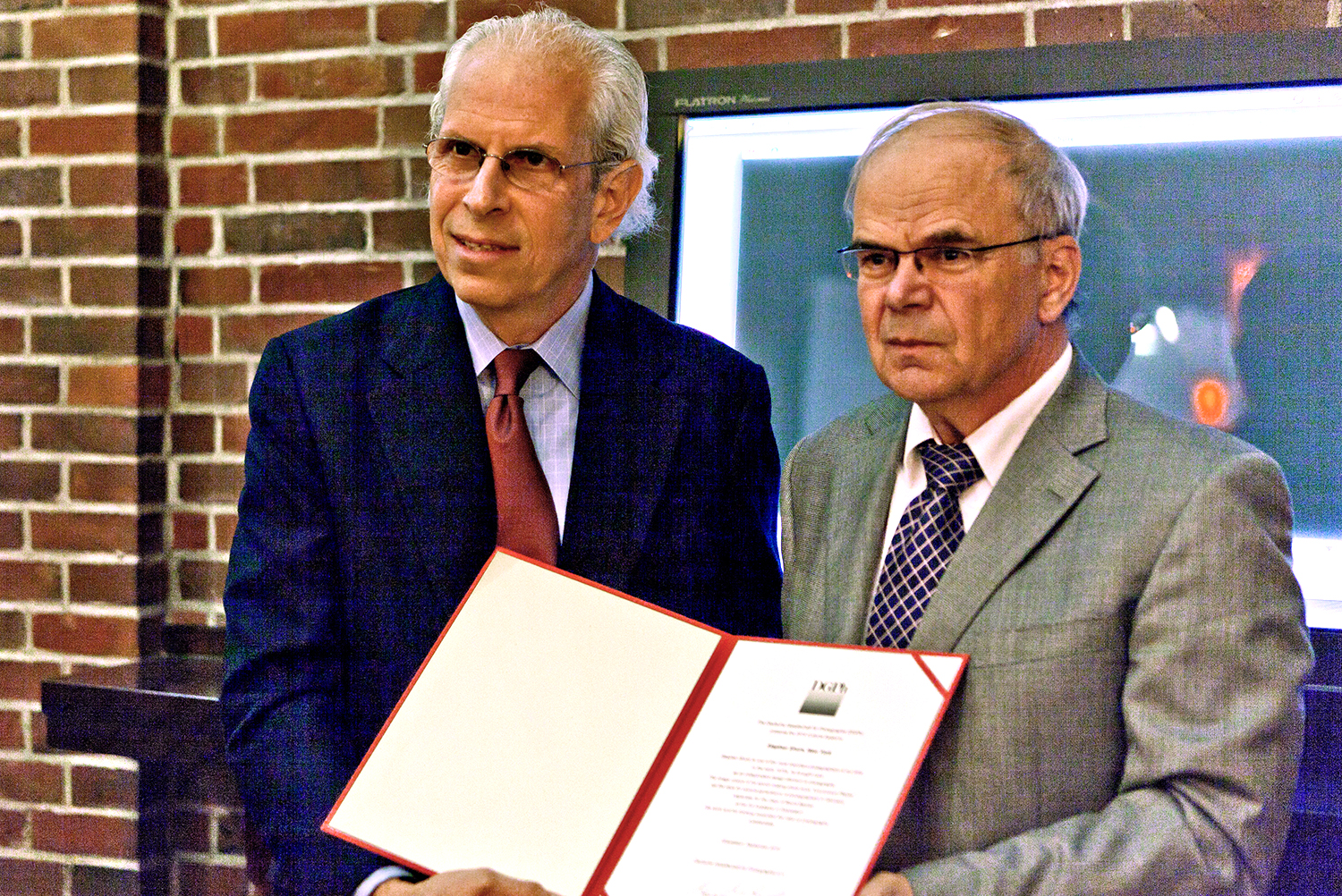
Shore, NRW-Forum Düsseldorf anlässlich der Verleihung des Kulturpreises der DGPh

## Ausstellungen
- 1971: Metropolitan Museum of Art, New York
- 1977: Kunsthalle Düsseldorf
- 1978: Galerie Lange-Irschl München
- 1989: Art Institute of Chicago
- 1995: Westfälischer Kunstverein, Münster
- 1995: Württembergischer Kunstverein, Stuttgart
- 1996: Whitney Museum, New York
- 1999: Hamburger Kunsthalle, Hamburg
- 1999: Guggenheim-Museum, Bilbao
- 2000: Städelsches Kunstinstitut, Frankfurt
- 2000: Sprengel Museum, Hannover
- 2000: Uffizien Galerie, Florenz
- 2008: Deichtorhallen Hamburg, Maloney, Meyerowitz, Shore, Sternfeld - New Color Photography der 1970er Jahre
- 2010: NRW-Forum, Düsseldorf, Der rote Bulli - Stephen Shore und die Neue Düsseldorfer Fotografie
- 2011: Helene Schwarz Café, Filmhaus Berlin, Stephen Shore - The Private World of Ingmar Bergman
- 2016: Stephen Shore. Retrospektive, C/O Berlin.[3]

Gruppenausstellung
- 2018: Städtische Galerie im Lenbachhaus und Kunstbau München, I’m a Believer. Pop Art und Gegenwartskunst aus dem Lenbachhaus und der KiCo Stiftung[4]

## Bücher
- Andy Warhol, Stockholm 1968
- Uncommon Places, USA 1982
- Fotografien 1973–1993, München 1995
- Stephen Shore/Lynne Tillman: The Velvet Years. Warhols’s Factory 1965–67, Pavilion Books 1995, ISBN 1-85793-323-0
- Uncommon Places (Werkübersicht), München 2003
- Stephen Shore: American Surfaces, Phaidon Verlag, Berlin 2005, ISBN 0-7148-4507-8
- Stephen Shore: The Nature of Photographs, Phaidon Verlag, Berlin 2007, ISBN 978-0-7148-4585-2
- Stephen Shore: From Galilee to the Negev, Phaidon Press, London-New York 2014, ISBN 978-0-7148-6706-9
- Stephen Shore: Factory: Andy Warhol, Text von Lynne Tillmann, Phaidon Verlag GmbH, London-New York 2016, ISBN 978-0-7148-7274-2
- Stephen Shore: Transparencies. Small camera works 1971-79, Mack Books, London 2020, ISBN 978-1-912339-70-9.